# Szúrós lándzsarózsa
A szúrós lándzsarózsa (Aechmea fasciata) az egyszikűek (Liliopsida) osztályának perjevirágúak (Poales) rendjébe, ezen belül a broméliafélék (Bromeliaceae) családjába tartozó faj.

## Előfordulása
Kedvelt dísznövény, gyakori cserepes virág; őshazája Brazília déli része.

## Megjelenése

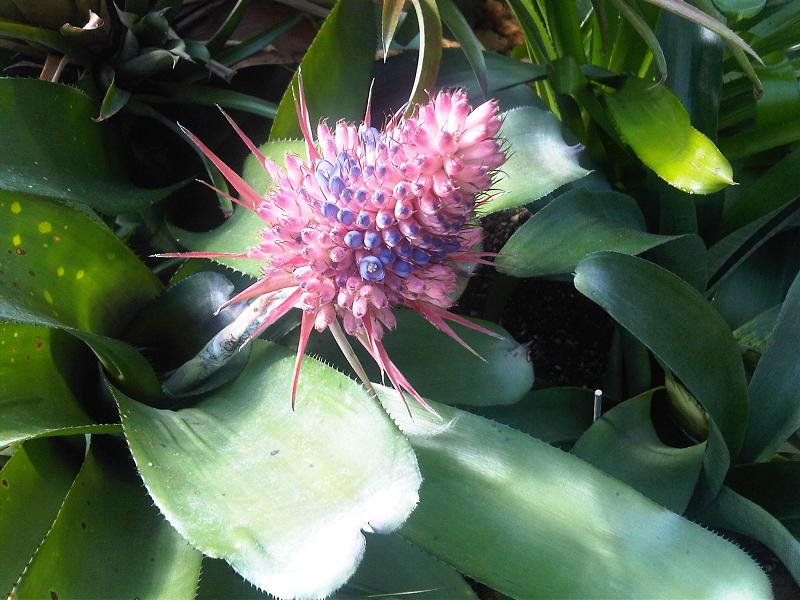
Szúrós lándzsarózsa virágzat az angliai Kew Gardens-ban

Levelei tölcsér alakú ciszternát alkotnak, sötétzöldek, mindkét oldalukon vagy legalább kívül világosszürke foltosak és harántcsíkosak, ritkán egészen szürkék. A virágzat rózsaszínű, sok keskeny, kihegyezett, fogazott szélű murvalevéllel; a virágok kezdetben rózsaszínűek, később kékek. Tölcsér alakú tőlevélrózsái 10-20 levelűek. Levele széles szalag alakú, 30-100 centiméter hosszú, 3-8 centiméter széles, nagyon merev, szélén hegyes tüskékkel, meredeken felemelkedő, a csúcsán többnyire lehajló. Virága 3 tagú, 3-3,5 centiméter hosszú, felső állású magházzal. A virágok zsúfoltan helyezkednek el a 20-30 centiméteres tengelyű, 6-8 centiméter hosszú, kúpos vagy tojásdad virágzat tömötten álló murvalevelei között. A murvalevelek sokkal hosszabbak, mint a virágok. Termése bogyó, csúcsán a virágtakaró koronaszerű maradványai láthatók. A termések rejtetten helyezkednek el a virágzat murvalevelei között.

## Egyéb
A levelek által formált ciszternában esővíz és hullott lomb gyűlik össze, ezáltal a növények a talajtól függetlenné válnak. Ez a ciszterna gyakran más fajok, például szúnyoglárvák, fán élő békák, sőt bizonyos vízinövények élőhelye is.

## Képek

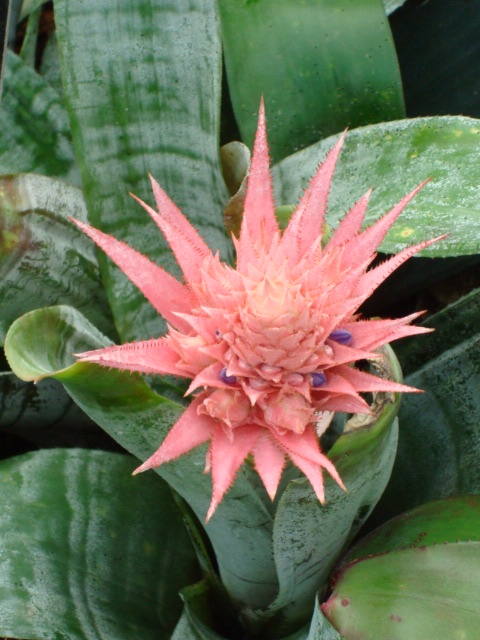
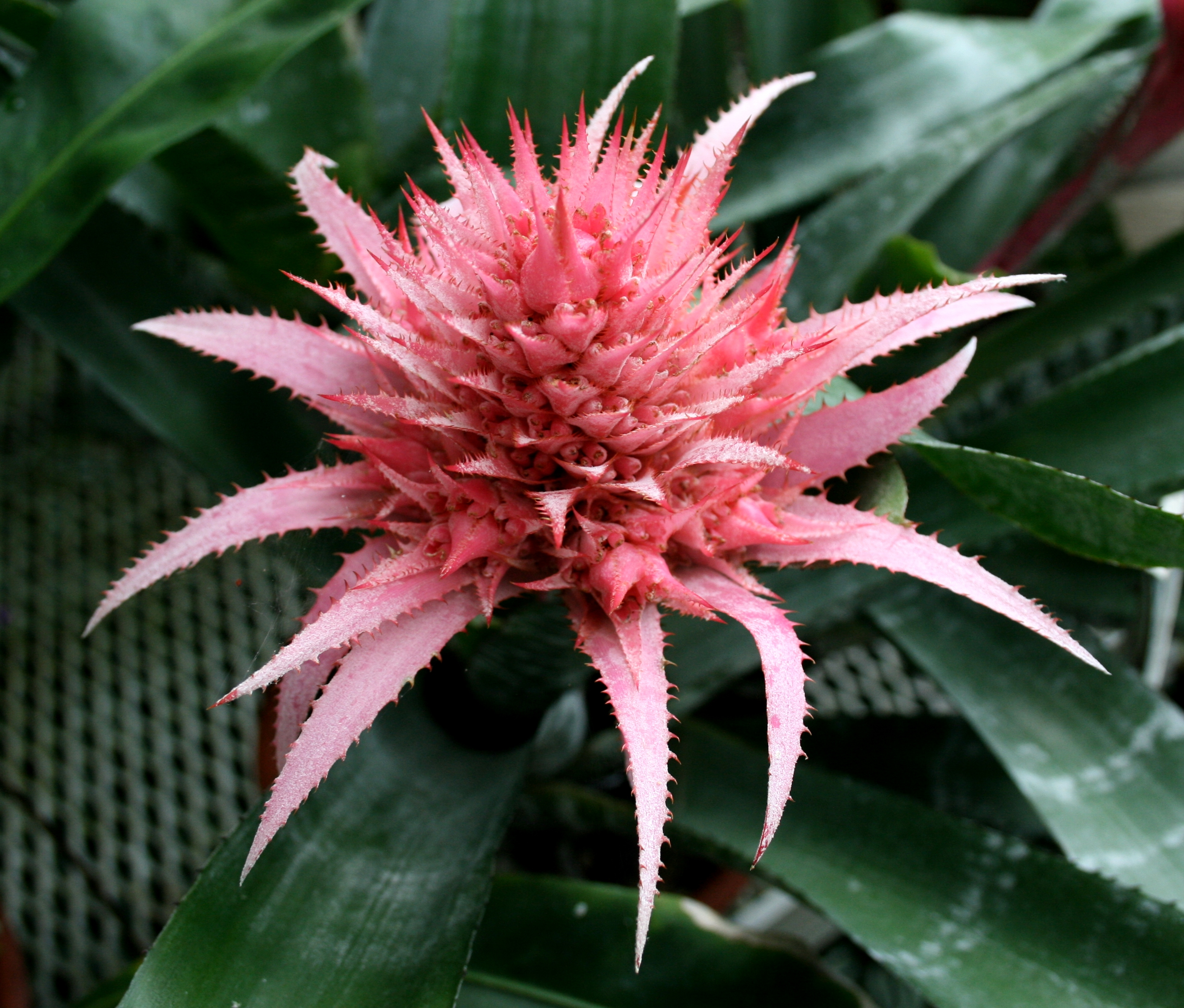
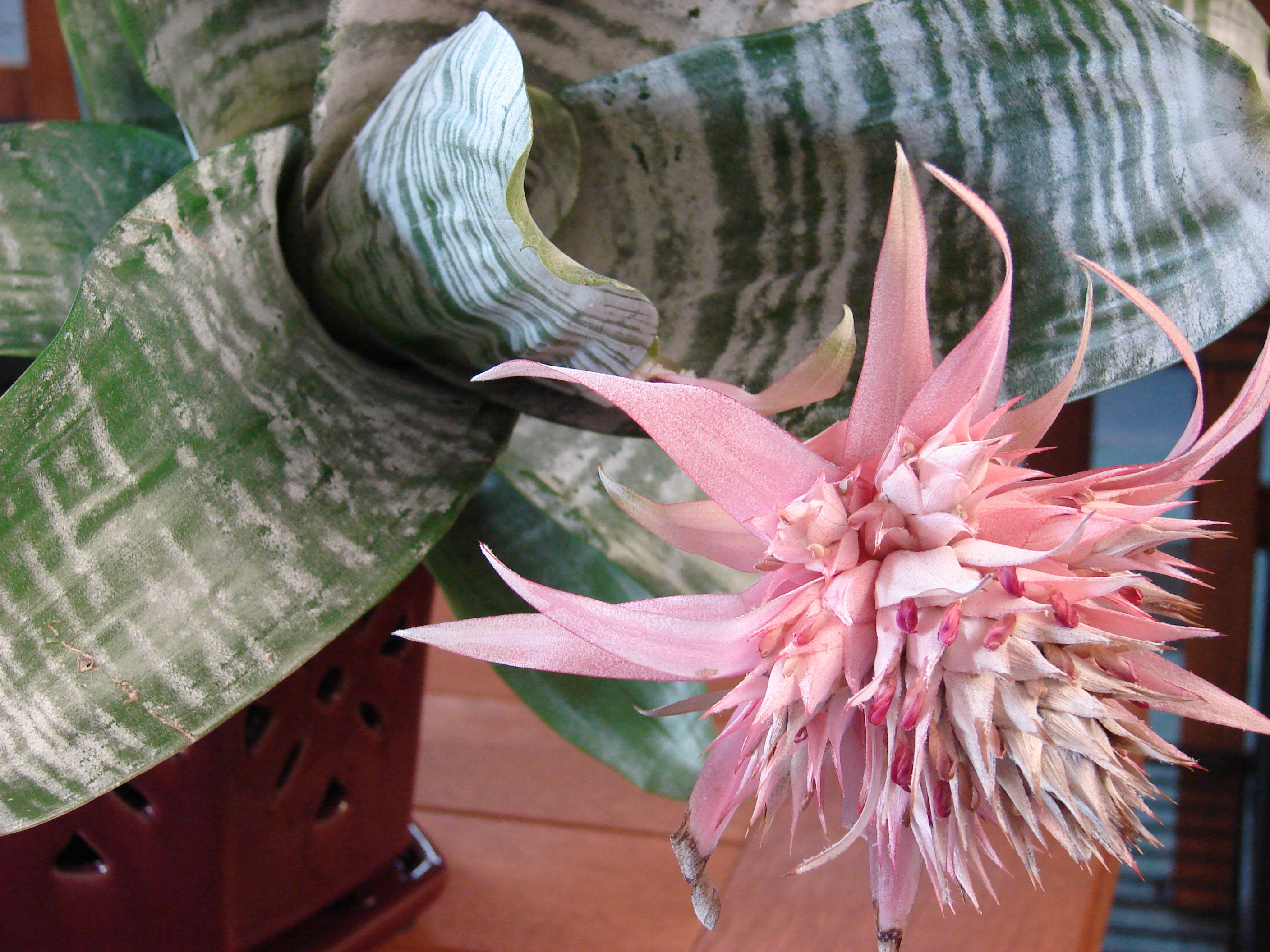
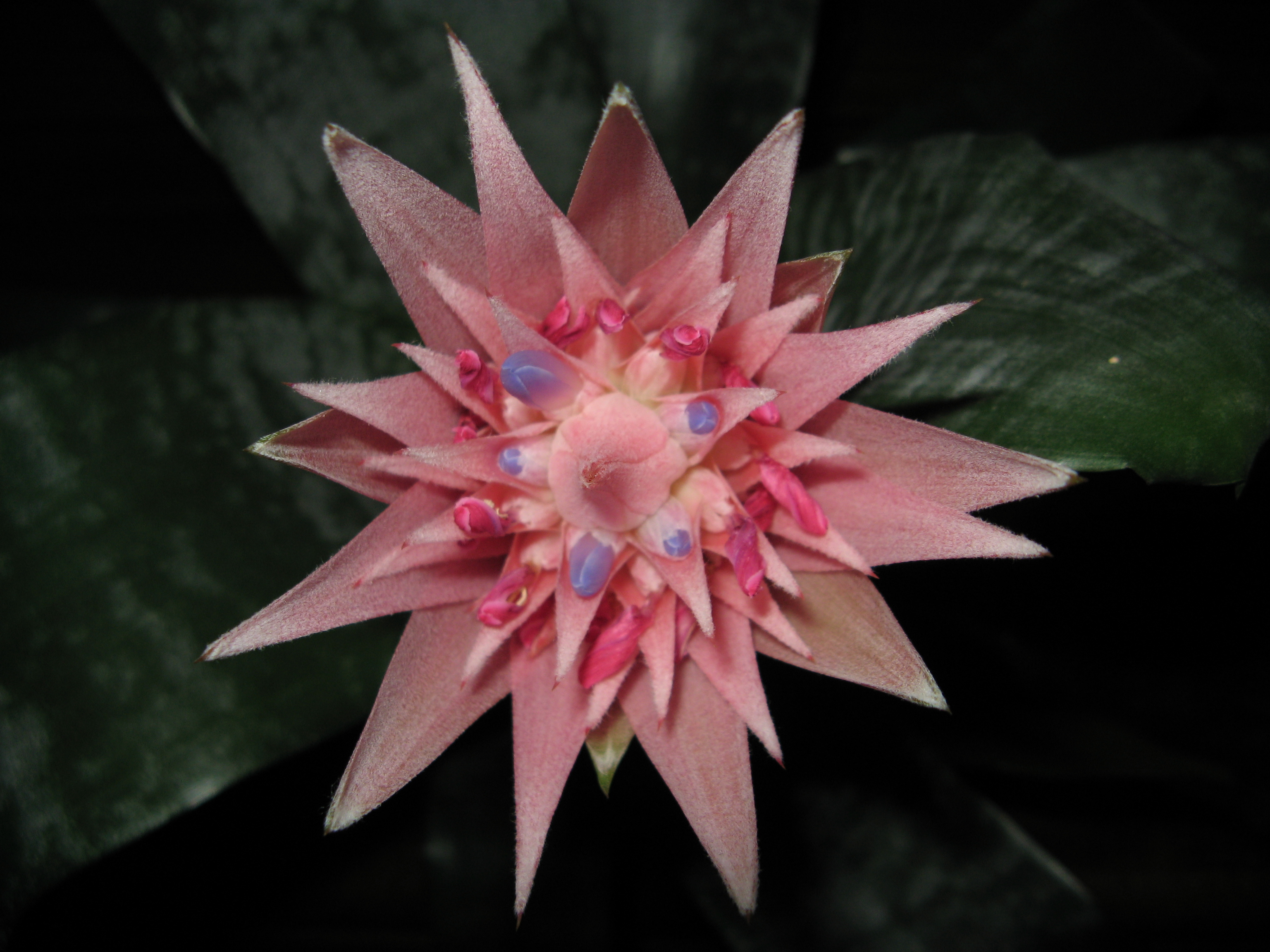

## Termesztett változatai
| - Aechmea 'Aton' - Aechmea 'Auslese' - Aechmea 'Chantata' - Aechmea 'Charles Hodgson' - Aechmea 'Checkers' - Aechmea 'Club Maurice' - Aechmea 'Cosmic Starburst' - Aechmea 'DeLeon' - Aechmea 'Dennis B.' - Aechmea 'Donna Marie' - Aechmea 'Fascidata' - Aechmea 'Fascini' - Aechmea 'Friederike' - Aechmea 'Frost' - Aechmea 'Fulgo-Fasciata' - Aechmea 'Henrietta' | - Aechmea 'Ivory' - Aechmea 'Julie Sewell' - Aechmea 'Kiwi' - Aechmea 'Leucadia' - Aechmea 'Margarita L.' - Aechmea 'Mona' - Aechmea 'Morgana' - Aechmea 'Pink Fantasy' - Aechmea 'Pink Rocket' - Aechmea 'Primera' - Aechmea 'Purple Velvet' - Aechmea 'Red Rocket' - Aechmea 'Silver King' - Aechmea 'Smoothie' - Aechmea 'Starbrite' - Aechmea 'White Head' | - xAndrolaechmea 'Crateriformis' - xBillmea 'Rangitoto' - xCanmea 'Wild Tiger' - xNeomea 'Fascidorffii' - xNeomea 'Pink Cascade' - xNidumea 'Angellina' - xNidumea 'Midnight' - xNidumea 'Superstar' - xQuesmea 'Facsimile' |